# Carl Gruhl
Bergrat Carl Gruhl (* 16. November 1862 in Weißenfels; † 26. April 1947 in Brühl) war ein deutscher Bergbauunternehmer. Er war der erste einschlägig akademisch ausgebildete Unternehmer des industriellen Braunkohlenbergbaus im Rheinland.

## Herkunft, Familie und Ausbildung
Carl Gruhl wurde geboren, als sein Vater Hermann Gruhl und sein Onkel Karl in der Werschen-Weißenfelser Braunkohlen AG im Mitteldeutschen Braunkohlenrevier tätig waren, Hermann Gruhl als Aufsichtsbeamter. Seine Mutter Ida Franziska geborene Voigt (1841–1908) war die Tochter eines Kupferschmiedemeisters aus Döbeln. Carl hatte noch drei jüngere Brüder und zwei Schwestern.
Hatte sein Vater noch seine Ausbildung im Bergbau an der Gewerbeschule in Erfurt erhalten, so ging Carl auf die Bergakademie Berlin und war nach seiner staatlichen Prüfung ab 1891 als Bergassessor im Oberbergamtsbezirk Clausthal tätig. Carl war zweimal verheiratet, zuerst mit Marie geborene Schmidt (1873–1903) aus Helmstedt und seit 1911 mit Margarethe geborene Eger (1873–1949), Tochter eines Fabrikbesitzers aus Hamburg-Harburg. Carl wohnte ab 1903 in der Gruhl'schen Villa an der Kaiserstraße, die vom Kaiserbahnhof nahe seiner Fabrik in Kierberg zum Schloss Brühl führt. 1945, kurz vor seinem Tode, wurde die Familie, obwohl Gegner des Nationalsozialismus, von der Britischen Besatzungsmacht aus der Villa verwiesen, und diese anfangs der Knappschaft zugewiesen. Die Villa wurde nach 1951 von den Erben verkauft und später in eine Wohnanlage umgebaut. Das Haus steht unter Denkmalschutz.

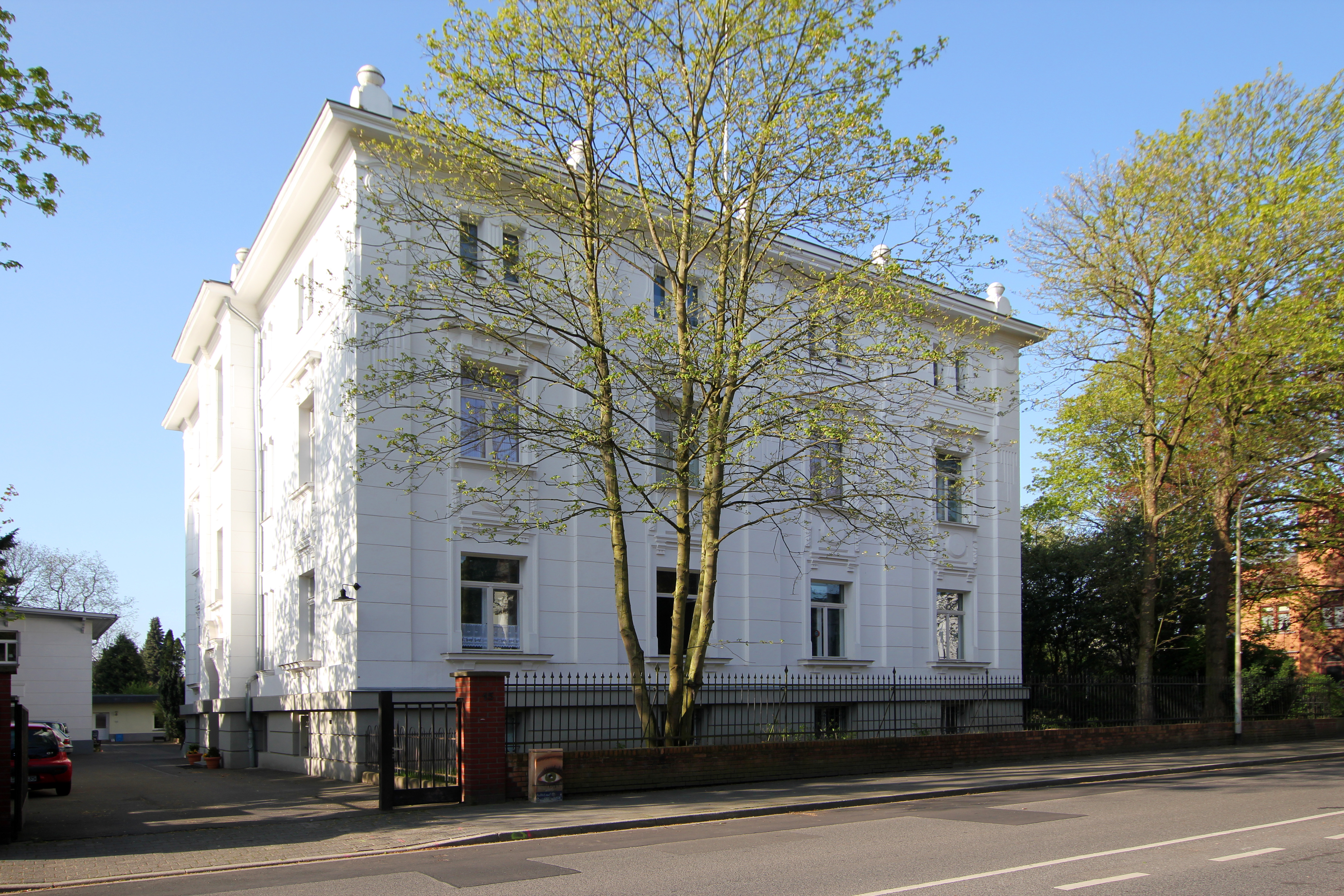
Gruhl'sche Villa, Kaiserstr. 15

Carl Gruhl wurde auf dem Brühler Südfriedhof bestattet.

## Unternehmerisches Wirken

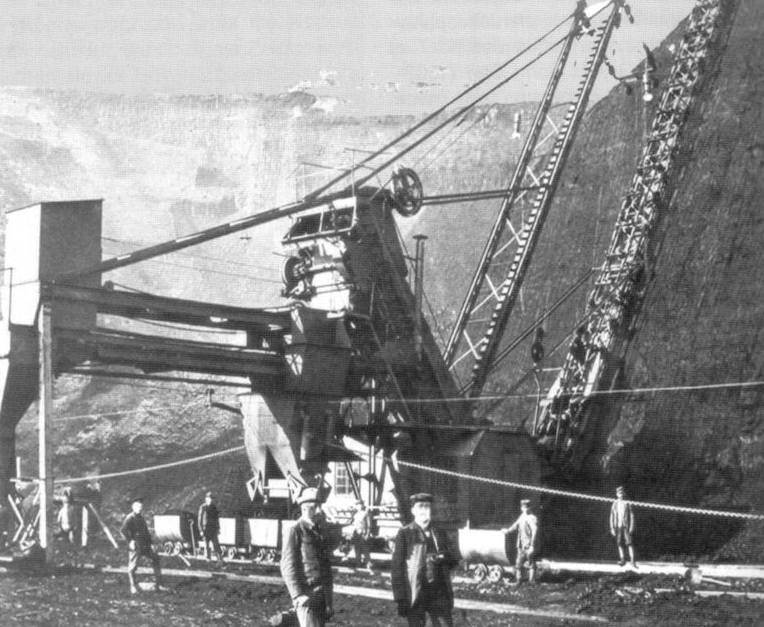
Der „Eiserne Mann“ im Gruhlwerk

Als sein Vater mit Hermann Bleibtreu in Kontakt kam, engagierte er sich auch im neu aufstrebenden Brühler Bezirk des Rheinischen Braunkohlereviers, zuerst an dessen Braunkohlengewerkschaft Bleibtreu, die aber nicht in Produktion ging dann durch Aktienerwerb und als Berater an der Roddergrube von Friedrich Eduard Behrens, die am 1. März 1877 mit zwei Brikettierpressen die ersten Briketts nach dem Exterschen Verfahren im Rheinischen Revier presste. Nach Bleibtreus Tod kaufte Hermann Gruhl 1882 dessen Felder bei Heide und Kierberg und noch weitere Brühler Grubenfelder. 1889 errichtete er bei Kierberg eine eigene Brikettfabrik, die am 2. September 1892 als Gruhlwerk den Betrieb aufnahm. Der Sohn Max übernahm die kaufmännische Leitung von Grube und Fabrik. 1894 übernahm Carl die technische Leitung. Der Vater selbst blieb bis 1899 in Halle wohnen, bis für die Familie in Brühl vom Leipziger Architekten Georg Wünschmann die stattliche Jugendstil-Villa fertig wurde. Für den Braunkohlenbergbau bedeutsam wurde der erste brauchbare Schräm- oder Kratzbagger mit einer Abtragshöhe von 15 Metern im Hochschnitt, der nach seinen Angaben sowie den konstruktiven Unterlagen von Christian Steg von der Lübecker Maschinenbau Gesellschaft gebaut worden war und 1907 als Eiserner Mann in seiner Grube in Betrieb genommen wurde. In vergrößerter Form wurde er bald Standard in den Braunkohlegruben. Das Gruhlwerk wurde stetig ausgebaut, sodass zuletzt sechs Fabriken aufgereiht nördlich von Kierberg produzierten. Bereits 1894 war die Mehrheit der Kuxe der Grube Donatus bei Liblar von Carl Gruhl erworben  und 1907 mit seinen Brühler Gruhlwerken zusammengelegt worden. Kurze Zeit später, 1908, erfolgte dann die Fusion mit der Fortuna AG zur Rheinischen AG für Braunkohlebergbau und Brikettfabrikation (RAG) und Gruhl trat in den Vorstand der nach diesem Zusammenschluss größten Gesellschaft im rheinischen Braunkohlenrevier ein. 1918 ging er dann in den Aufsichtsrat.

## Verdienste und Ehrungen

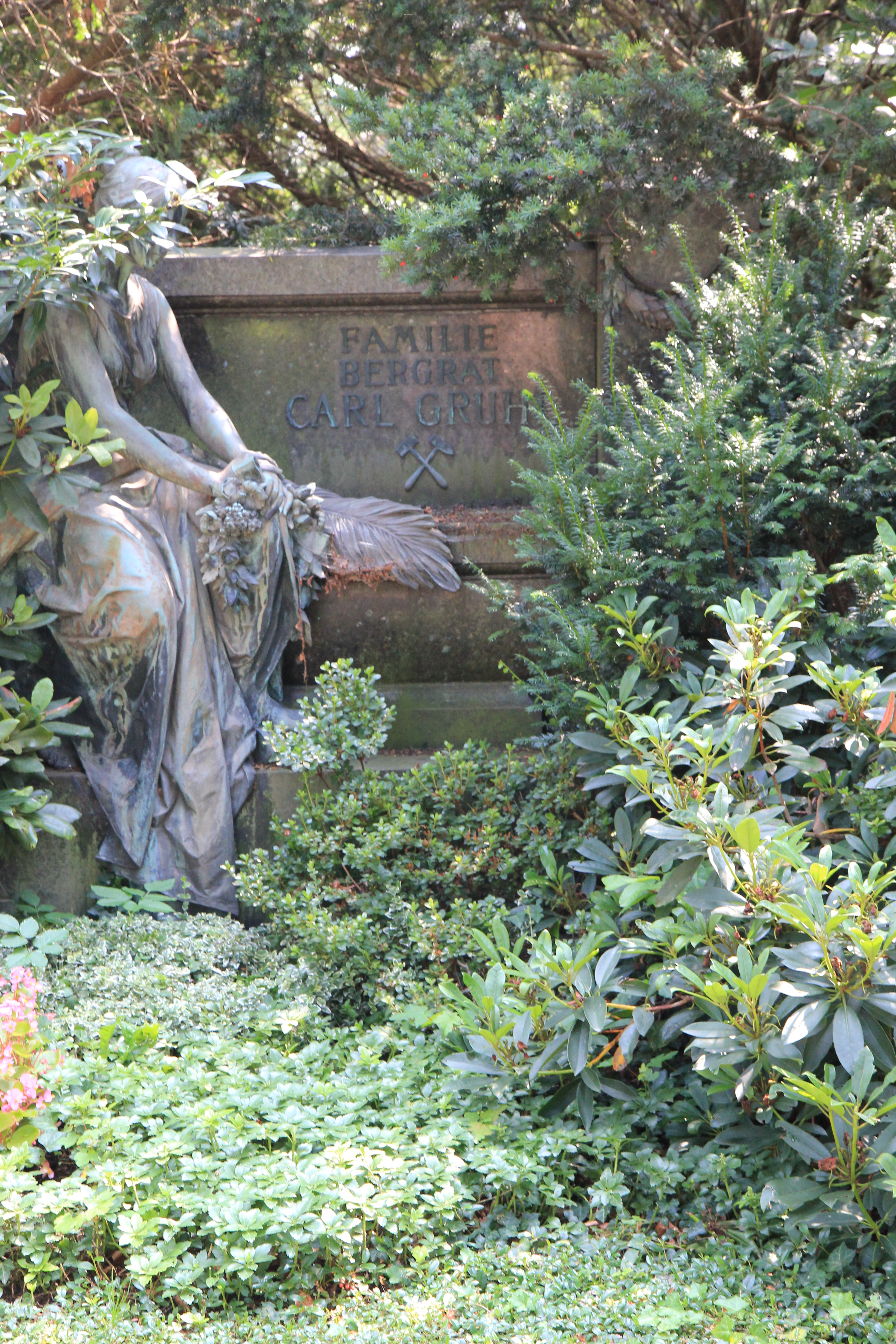
Ehrengrab der Familie Gruhl auf dem Brühler Südfriedhof

Carl Gruhl wurde wegen seiner Verdienste um die Entwicklung der Stadt Brühl zum Ehrenbürger erhoben. Carl wollte der Stadt, in der er und seine Familie soviel Glück gefunden hatten, aus sozialen Engagement etwas dauerhaft Bleibendes für die Allgemeinheit zurückgeben. So ließ er 1930 das Carlsbad (damals noch mit „C“), die Sporthalle in Heide und die Carlshalle bauen. Die Carlshalle, ein Hallenbau für alle Arten von Veranstaltungen wurde leider während der Bombenangriffe auf Brühl im Jahre 1944 soweit zerstört, dass sie abgerissen werden musste. Das Bad überstand den Krieg mit nur leichten Beschädigungen. Hervorzuheben ist Carl Gruhls Engagement für den Siedlungsbau für seine Arbeiter. Von den Häusern sind die in der Vochemer, Berrenrather, Margareten-, Barbara- und Grubenstraße, wenn auch stark umgebaut noch erhalten.
Gruhl war lange Jahre Stadtverordneter und gehörte fast 50 Jahre dem Presbyterium der evangelischen Kirchengemeinde Brühl an, an die er 1926 Stiftungen für verschiedene Zwecke in Höhe von 24.000 Reichsmark zuwandte. Hervorzuheben ist auch sein entschlossenes Eintreten für die Sache der Bekennenden Kirche in den Jahren nach 1934. So war er auch eines von acht Mitgliedern des Bruderrats, der den Teil der Gemeinde vertrat, die sich zur bekennenden Kirche bekannten.